# Białoruś na Letnich Igrzyskach Olimpijskich Młodzieży 2010
Białoruś na Letnich Igrzyskach Olimpijskich Młodzieży 2010 w Singapurze reprezentowało 50 sportowców w 19 dyscyplinach.

## Medale
| Medal | Zawodnik              | Dyscyplina    | Konkurencja                      |
| ----- | --------------------- | ------------- | -------------------------------- |
|       | Swietłana Maksztarewa | Gimnastyka    | Trampolina dziewcząt             |
|       | Arina Charopa         | Gimnastyka    | Wielobój indywidualnie dziewcząt |
|       | Alena Nawarodskaja    | Lekkoatletyka | Rzut młotem dziewcząt            |
|       | Illia Chaczeika       | Strzelectwo   | Karabin pneumatyczny dziewcząt   |
|       | Wita Wałnowa          | Judo          | Kategoria do 44 kg dziewcząt     |

## Skład kadry

### Boks
| Zawodnik         | Konkurencja        | Wynik      |
| ---------------- | ------------------ | ---------- |
| Wadzim Kirilenko | Kategoria do 48 kg | 5. miejsce |

### Gimnastyka
Chłopcy
| Zawodnik           | Konkurencja         | Wynik      |
| ------------------ | ------------------- | ---------- |
| Wasili Mikhalitsin | Skok przez konia    | 4. miejsce |
| Aleh Rabtsau       | Trampolina chłopców | 6. miejsce |

Dziewczęta
| Zawodnik              | Konkurencja            | Wynik                    |
| --------------------- | ---------------------- | ------------------------ |
| Lizaweta Parfionawa   | Wielobój indywidualnie | 38. miejsce kwalifikacji |
| Swietłana Maksztarewa | Trampolina dziewcząt   |                          |
| Arina Charopa         | Wielobój indywidualnie |                          |

### Judo
| Zawodnik     | Konkurencja                  | Wynik |
| ------------ | ---------------------------- | ----- |
| Wita Wałnowa | Kategoria do 44 kg dziewcząt |       |

### Kajakarstwo
| Zawodnik            | Konkurencja         | Wynik      |
| ------------------- | ------------------- | ---------- |
| Andrej Tsarikowicz  | K1 sprint chłopców  | 4. miejsce |
| Andrej Tsarikowicz  | K1 slalom chłopców  | 3 runda    |
| Aleksandra Hryshyna | K1 sprint dziewcząt | 4 runda    |
| Aleksandra Hryshyna | K1 slalom dziewcząt | 3 runda    |

### Kolarstwo
| Zawodnik              | Konkurencja |
| --------------------- | ----------- |
| Konstantyn Khviyuzuau |             |
| Olga Masiukowicz      |             |
| Paweł Rahel           |             |
| Mikita Zharowen       |             |

### Koszykówka
| Zawodnik                                                           | Konkurencja       | Wynik       |
| ------------------------------------------------------------------ | ----------------- | ----------- |
| Natalia Baklaha Nadia Bohdan Daria Lipinskaja Jekatierina Nialepka | Turniej dziewcząt | 12. miejsce |

### Lekkoatletyka
| Zawodnik           | Konkurencja                   | Wynik                |
| ------------------ | ----------------------------- | -------------------- |
| Andriej Churyła    | Skok wzwyż chłopców           | 4. miejsce           |
| Olga Dukhounik     | Chód na 5000 m dziewcząt      | 12. miejsce          |
| Olga Hladczanka    | Rzut dyskiem dziewcząt        | 3. miejsce (finał B) |
| Wiktoria Kolb      | Pchnięcie kulą dziewcząt      | 6. miejsce           |
| Alena Nawarodskaja | Rzut młotem dziewcząt         |                      |
| Anastazja Puzakowa | Bieg na 2000 m z przeszkodami | 7. miejsce           |
| Yauhen Rabtsewicz  | Trójskok chłopców             | 5. miejsce (finał B) |
| Nina Savina        | Bieg na 3000 m dziewcząt      | 6. miejsce           |
| Irina Jakaltsewicz | Skok o tyczce dziewcząt       | 2. miejsce (finał B) |
| Yauhen Zaleski     | Chód na 10000 m chłopców      | 8. miejsce           |

### Łucznictwo
| Zawodnik       | Konkurencja              | Wynik                 |
| -------------- | ------------------------ | --------------------- |
| Irina Hul      | Indywidualnie dziewczęta | Odpadła w 1/16 finału |
| Anton Karoukin | Indywidualnie chłopcy    | Odpadł w 1/16 finału  |

### Pięciobój nowoczesny
| Zawodnik            | Konkurencja              | Wynik       |
| ------------------- | ------------------------ | ----------- |
| Aleksandr Biruk     | Indywidualnie chłopcy    | 4. miejsce  |
| Margarita Masejkowa | Indywidualnie dziewczęta | 10. miejsce |

### Pływanie
| Zawodnik        | Konkurencja                     | Wynik                  |
| --------------- | ------------------------------- | ---------------------- |
| Jarosław Pronin | 200 m stylem dowolnym chłopców  | Odpadł w eliminacjach  |
| Jarosław Pronin | 400 m stylem dowolnym chłopców  | Odpadł w eliminacjach  |
| Oksana Demidow  | 50 m stylem dowolnym dziewcząt  | DNS                    |
| Oksana Demidow  | 100 m stylem dowolnym dziewcząt | Odpadła w półfinale    |
| Oksana Demidow  | 200 m stylem dowolnym dziewcząt | Odpadła w eliminacjach |

### Podnoszenie ciężarów
| Zawodnik           | Konkurencja                 | Wynik      |
| ------------------ | --------------------------- | ---------- |
| Aleksander Wenskel | Kategoria do 85 kg chłopców | 4. miejsce |

### Strzelectwo
| Zawodnik         | Konkurencja                     | Wynik      |
| ---------------- | ------------------------------- | ---------- |
| Aleksiej Gorbacz | Pistolet pneumatyczny chłopców  | 4. miejsce |
| Ksenia Fominjk   | Pistolet pneumatyczny dziewcząt | DNF        |
| Illia Chaczeika  | Karabin pneumatyczny dziewcząt  |            |

### Szermierka
| Zawodnik      | Konkurencja                   | Wynik      |
| ------------- | ----------------------------- | ---------- |
| Michaił Akula | Szabla indywidualnie chłopców | 4. miejsce |

### Taekwondo
| Zawodnik           | Konkurencja                | Wynik                 |
| ------------------ | -------------------------- | --------------------- |
| Aleksander Szmakow | Kategoria + 73 kg chłopców | Odpadł w ćwierćfinale |

### Tenis stołowy
| Zawodnik           | Konkurencja              |
| ------------------ | ------------------------ |
| Jekaterina Barawok | Gra pojedyncza dziewcząt |

### Tenis ziemny
| Zawodnik      | Konkurencja              | Wynik                  |
| ------------- | ------------------------ | ---------------------- |
| Iłona Kremień | Gra pojedyncza dziewcząt | Odpadła w 2 rundzie    |
| Iłona Kremień | Gra podwójna dziewcząt   | Odpadła w ćwierćfinale |

### Wioślarstwo
| Zawodnik                            | Konkurencja      | Wynik                |
| ----------------------------------- | ---------------- | -------------------- |
| Roman Budzko Sergiej Wolodko        | Dwójki chłopców  | 4. miejsce (repasaż) |
| Nadja Misochenko Tatiana Misochenko | Dwójki dziewcząt | 3. miejsce (finał B) |

### Zapasy
| Zawodnik                | Konkurencja                         | Wynik      |
| ----------------------- | ----------------------------------- | ---------- |
| Aleksander Gusztyn      | Kategoria do 76 kg (styl dowolnym)  | 5. miejsce |
| Aleksander Nedaszkowski | Kategoria do 69 kg (styl klasyczny) | 4. miejsce |
| Andrew Pikuz            | Kategoria do 50 kg (styl klasyczny) | 5. miejsce |

### Żeglarstwo
| Zawodnik            | Konkurencja          | Wynik      |
| ------------------- | -------------------- | ---------- |
| Anastazja Walkewicz | Techno 293 dziewcząt | 7. miejsce |